# Maria Tallchief
Maria Tallchief, familjenamn Ki He Kah Stah Tsa, född 24 januari 1925 i Fairfax, Oklahoma, död 11 april 2013 i Chicago, Illinois, var en amerikansk ballerina.
Tallchief ansågs vara USA:s första stora prima ballerina. Hon var den första ursprungsamerikanen (Osage Nation) som innehade rangen, och sägs ha revolutionerat baletten.
Tallchief turnerade med Ballets Russes mellan 1942 och 1947. Hon är mest känd för sin tid vid New York City Ballet 1947-1965.

## Biografi
Redan när hon var mycket ung var Tallchief involverad i dans och började formella lektioner vid tre års ålder. När hon var åtta år flyttade hennes familj från sitt hem i Fairfax, Oklahoma, till Los Angeles, Kalifornien. Syftet med flytten var att främja karriären för Maria och hennes yngre syster, Marjorie.
Vid 17 års ålder flyttade hon till New York på jakt efter en plats med ett stort balettkompani och tog på uppmaning av sina överordnade namnet Maria Tallchief. Hon tillbringade de följande fem åren med Ballet Russe de Monte-Carlo, där hon träffade koreografen George Balanchine. När Balanchine var med och grundade vad som skulle bli New York City Ballet 1946, blev Tallchief kompaniets första stjärna.
Kombinationen av Balanchines komplicerade koreografi och Tallchiefs passionerade dans revolutionerade baletten. Hennes roll i The Firebird 1949 slungade Tallchief till toppen av balettvärlden och etablerade henne som prima ballerina. Hennes roll som Sugarplum Fairy i  Nötknäpparen  1954 förvandlade baletten från obskyr till USA:s mest populära.
Tallchief reste världen runt och blev den första amerikanska att uppträda i Bolsjojteatern i Moskva. Hon gjorde regelbundna framträdanden på amerikansk TV innan hon gick i pension 1966. Efter att ha gått i pension från dansen var Tallchief aktiv för att främja balett i Chicago. Hon tjänstgjorde som balettchef för Lyric Opera of Chicago under större delen av 1970-talet och debuterade med Chicago City Ballet 1981.
Tallchief hedrades av folket i Oklahoma med flera statyer och en hedersdag. Hon valdes in i National Women's Hall of Fame och fick en National Medal of Arts. 1996 fick Tallchief en Kennedy Center Honor för sina prestationer. Hennes liv har varit föremål för flera dokumentärfilmer och biografier.